# Meskhenet
Meskhenet è una divinità egizia appartenente alla religione dell'antico Egitto, protettrice delle nascite.
| F31 | s | Aa1 · n | t · pr | B1 |

 ms ḫ n t

La dea Meskhenet

Meskhenet era collegata ad un amuleto propiziatorio a forma di mattone su cui le donne egizie si accovacciavano durante il parto e spesso era appunto rappresentata da un mattone con testa umana.

In altre raffigurazioni appare come una donna recante sul capo un glifo identificato come un utero di bovina.

A differenza di molte altre divinità egizie Meskhenet non possedeva uno specifico centro di culto e non sono stati rinvenuti templi, o cappelle, ad essa dedicati.

Meskehenet era anche una divinità del fato, del nascituro, ed in questa funzione era collegata a Renenet ed a Shai.